# Ministère malgache
Pour les autres articles nationaux ou selon les autres juridictions, voir Ministère (gouvernement).
Un Ministère malgache est une division de la branche exécutive de la République de Madagascar chargé de mettre en œuvre la politique gouvernementale dans un domaine précis. Le ministre, membre du gouvernement qui dirige ce ministère, est nommé par le président de la République sur proposition du Premier ministre. Il est assisté par un cabinet et a autorité sur les administrations de l’État.

## Histoire

### XVIIIesiècle
Sous l'Ancien Régime, le monarque gouvernait avec l'aide de ministres. Dans un premier temps, ces ministres étaient nommés par le monarque pour gérer différents aspects de l'administration sans pour autant être assigné à un domaine précis.
Au cours du règne de Rasoherina, dans l'optique d'une décentralisation du pouvoir exécutif, jusqu'alors centralisé au monarque et au Premier ministre, l'édit royal du 29 mars 1881 dit Dimy Venty sy Telon-jato (Code de 305 articles) crée les huit Ministères régaliens. Voient alors le jour les ministères de l’Intérieur, des Affaires Etrangères (créé officieusement en 1866), de l’Armée, de la Justice, des Lois, de l’Industrie, des Finances publiques, et de l’Enseignement.

## Structure
Ni le mot ni même le concept de ministère ne sont dans la Constitution malgache : elle organise, à très grands traits, les rapports entre le Premier ministre, les autres ministres et les autres organes (Président de la République, Parlement, etc.). Selon la Constitution, l'organisation de l'exécutif est une prérogative du gouvernement lui-même, et cette organisation peut, en théorie, être changée librement, sous la seule contrainte du respect des lois garantissant les personnes concernées.
Le nombre de ministères n'est fixé ni par la Constitution ni par la loi. L'existence des ministères résulte de décrets, pris par le président de la République et son Premier ministre qu'il a préalablement nommé. Ces décrets restent en vigueur en permanence, même si le premier acte de l'exécutif, à savoir la formation du gouvernement, en modifie les attributions et les contours, ainsi que la dénomination. À cette occasion, des regroupements ou des séparations peuvent avoir lieu, formalisés par de nouveaux décrets constitutifs ou modificatifs.
Le conseil d'État assure la permanence des ministères : il faut lui soumettre toute modification, et, en tant que juge administratif suprême, il doit savoir à quel ministère il lui faut s'adresser pour faire exécuter une de ses décisions, relative à un problème ancien né parfois longtemps avant que le ministère n'existe.

## Liste des ministères
Le tableau suivant détaille les attributions de chaque ministère du gouvernement Ntsay V.
| Ministère                                                                                                | Création | Directions de l’administration centrale sous l’autorité du ministre |
| --- | -------- | --- |
| Premier ministre                                                                                         | 1828     | - Secrétariat général du gouvernement - Cabinet militaire - Office national de la nutrition - Cellule de prévention et de gestion des urgences - Bureau national de la lutte contre la traite des êtres humains - Conseil de discipline budgétaire et financière - Fonds d’Intervention pour le Développement                                      |
| Ministère des Forces armées                                                                              | 1881     | - Secrétariat général de la défense nationale - Forces armées de Madagascar |
| Ministère des Affaires étrangères                                                                        | 1866     | - Directions générales du partenariat au développement et de la diaspora - Direction générale de la coopération internationale - Représentations diplomatiques de Madagascar |
| Garde des Sceaux, ministère de la Justice                                                                | 1881     | - Direction des services judiciaires - Direction des Affaires civiles et du Sceau - Direction des Affaires criminelles et des Grâces - Direction de l'Administration pénitentiaire - Direction de la Protection judiciaire de la jeunesse - Secrétariat général du ministère de la Justice                                                         |
| Ministère de la Décentralisation et de l’Aménagement du territoire                                       |          | |
| Ministère de l’Economie et des Finances                                                                  | 1881     | - Direction générale du contrôle financier - Direction générale du budget et des finances - Direction générale des impôts - Direction générale des douanes - Direction générale du trésor - Autorité de régulation des marchés publics - Institut national de la statistique                                                                       |
| Ministère de l’Intérieur                                                                                 | 1881     | - Secrétariat général de l'intérieur - Bureau national de gestion des risques et des catastrophes - Centre national d'état-civil et de l'identité |
| Ministère de la Sécurité publique                                                                        | 1991     | - Secrétariat général de la Sécurité publique - Direction générale de la police nationale - Inspection générale de la police nationale - Direction des services de renseignement - Direction du contrôle des migrations - Direction de la police économique - Direction de la police judiciaire - Direction des forces d'intervention de la police |
| Ministère de la Santé Publique                                                                           |          | |
| Ministère de l’Enseignement supérieur et de la recherche scientifique                                    |          | |
| Ministère de l'Éducation nationale                                                                       | 1881     | |
| Ministère de l’Enseignement technique et de la formation professionnelle                                 |          | |
| Ministère de l’Agriculture et de l’Élevage                                                               | 1881     | |
| Ministère de l’Industrialisation et du Commerce                                                          | 1881     | |
| Ministère des Transports et de la Météorologie                                                           | 1958     | |
| Ministère de l’Énergie et des Hydrocarbures                                                              | 1958     | |
| Ministère des Travaux publics                                                                            | 1958     | |
| Ministère du Travail, de l’Emploi et de la Fonction publique                                             | 1958     | |
| Ministère des Mines                                                                                      | 1958     | |
| Ministère de la Pêche et de l’Économie bleue                                                             | 2019     | |
| Ministère du Tourisme et de l’Artisanat                                                                  | 1958     | |
| Ministère de la Population                                                                               | 1958     | |
| Ministre du Développement numérique, de la Transformation digitale, des Postes et des Télécommunications | 1958     | |
| Ministère de l’Eau, de l’Assainissement et de l’Hygiène                                                  |          | |
| Ministère de l’Environnement et du Développement durable                                                 |          | |
| Ministère de la Jeunesse et des Sports                                                                   | 1958     | |
| Ministère de la Communication et de la Culture                                                           |          | |

## Répartition budgétaire
Le budget de l’État représente la majeure partie des finances publiques. Il est fixé dans les lois de finances annuelles (lois initiales pouvant être suivies de lois rectificatives).
Le budget est réparti entre missions et programmes. Leur dotations peuvent être différentes de celle des ministères (notamment pour l'action extérieure de l'État, l'enseignement scolaire et la sécurité civile).
En 2025, il est prévu, au budget général, des ressources de 14 408 milliards d'ariary.

### Répartition par ministère
| Ministère                                                                  | Budget         | % du budget total |
| -------------------------------------------------------------------------- | -------------- | ----------------- |
| Premier ministre                                                           | 339 884 972    | 2,24              |
| Ministère de la Défense Nationale                                          | 543 155 008    | 3,58              |
| Ministère des Affaires Étrangères                                          | 104 718 813    | 0,69              |
| Ministère de la Justice                                                    | 219 767 142    | 1,45              |
| Ministère de l'Intérieur                                                   | 134 718 719    | 0,89              |
| Ministère de l'Économie et des Finances                                    | 2 332 653 697  | 15,39             |
| Ministère de la Sécurité publique                                          | 229 249 937    | 1,51              |
| Ministère de l'Industrialisation et du Commerce                            | 119 565 408    | 0,79              |
| Ministère de la Décentralisation et de l’Aménagement du Territoire         | 568 080 383    | 3,75              |
| Ministère du Travail, de l'Emploi et de la Fonction Publique               | 33 678 671     | 0,22              |
| Ministère du Tourisme et de l'Artisanat                                    | 43 899 282     | 0,29              |
| Ministère de l'Enseignement Supérieur et de la Recherche Scientifique      | 285 619 895    | 1,88              |
| Ministère de l'Environnement et du Développement Durable                   | 188 799 284    | 1,25              |
| Ministère de l'Éducation Nationale                                         | 1 562 023 386  | 10,30             |
| Ministère des Transports et de la Météorologie                             | 216 338 925    | 1,43              |
| Ministère de la Santé Publique                                             | 920 978 557    | 6,07              |
| Ministère de la Communication et de la Culture                             | 32 130 813     | 0,21              |
| Ministère des Travaux Publics                                              | 2 327 532 853  | 15,35             |
| Ministère des Mines et des Ressources Stratégiques                         | 18 135 447     | 0,12              |
| Ministère de l'Énergie et des Hydrocarbures                                | 1 331 968 355  | 8,79              |
| Ministère de l'Eau, de l'Assainissement et de l'Hygiène                    | 600 240 461    | 3,96              |
| Ministère de l’Agriculture et de l’Élevage                                 | 795 500 680    | 5,25              |
| Ministère de la Pêche et de l'Économie Bleue                               | 28 787 068     | 0,19              |
| Ministère de l'Enseignement Technique et de la Formation Professionnelle   | 94 826 831     | 0,63              |
| Ministère du Développement Numérique, des Postes et des Télécommunications | 8 759 132      | 0,06              |
| Ministère de la Population et des Solidarités                              | 193 396 731    | 1,28              |
| Ministère de la Jeunesse et des Sports                                     | 58 050 308     | 0,38              |
| Secrétariat d'État en charge des nouvelles villes et de l'habitat          | 138 786 098    | 0,92              |
| Ministère délégué chargé de la Gendarmerie                                 | 446 427 720    | 2,94              |
| Secrétariat d'État en charge de la souveraineté alimentaire                | 127 281 299    | 0,84              |
| Total général                                                              | 15 156 771 875 | 100               |